# Gare d'Ács
La gare d'Ács (en hongrois : Ács vasútállomás) est une halte ferroviaire hongroise, située à Ács.